# Institut national de la propriété industrielle
Pour les articles homonymes, voir INPI.
L'Institut national de la propriété industrielle, abrégé par le sigle INPI, est un établissement public à caractère administratif, placé sous la tutelle du ministère français de l'Économie, de l'Industrie et du Numérique. Il est basé à Courbevoie, dans les Hauts-de-Seine.
Depuis septembre 2018, son directeur général est Pascal Faure. Le 28 octobre 2019, Sylvie Guinard, présidente de Thimonnier SAS, est nommée présidente du Conseil d'administration,.

## Missions
L'INPI a pour missions :
- en tant qu’office des brevets, de recevoir les dépôts et délivrer les titres de propriété industrielle : brevets, marques, dessins et modèles ;
- de gérer les procédures d'opposition contre les titres nationaux délivrés, notamment contre les brevets depuis la loi PACTE du 22 mai 2019[4];
- de participer à l'élaboration du droit de la propriété industrielle ;
- de mettre à la disposition du public toute information nécessaire pour la protection des titres de propriété industrielle ;
- de former et sensibiliser tous les acteurs économiques aux questions de la propriété industrielle ;
- de centraliser le registre national du commerce et des sociétés.
- de gérer le Bulletin officiel de la propriété industrielle.

## Histoire
La propriété industrielle apparaît en France pendant la Révolution française. Elle est institutionnalisée par la loi du 7 janvier 1791, qui prévoit la création du bureau des « patentes ». Ce terme était employé à l'époque pour désigner les brevets, du nom des lettres patentes par lesquelles le roi attribuait les privilèges aux anciennes corporations. La loi suggère de voir le bureau des patentes confié au baron Claude-Urbain Retz de Servières, directeur de la société des inventions et découvertes. Une loi du 25 mai 1791 complète la législation naissante sur les « brevets d'invention », dont le terme apparaît alors. L'administration des brevets est alors mise en place en moins de deux mois, sous la forme du Directoire des brevets, dont la responsabilité échoit au baron de Servières.
L'Office des brevets d'invention et des marques de fabrique est créé en 1900, et prend le nom d'Office national de la propriété industrielle (ONPI) en 1902. Celui-ci est remplacé par l'Institut national de la propriété industrielle (INPI) créé par la loi no 51-444 du 19 avril 1951, entièrement autofinancé, placé sous la tutelle du ministère de l'Économie, des Finances et du Commerce extérieur, du ministère du Redressement productif et de la Ministre déléguée chargée des Petites et moyennes entreprises, de l'Innovation et de l'Économie numérique.
Le décret n° 2014-917 du 19 août 2014 a autorisé la mise à disposition du public, pour un usage de réutilisation, d'informations publiques issues des bases de données de l'Institut national de la propriété industrielle.

## Siège et implantations

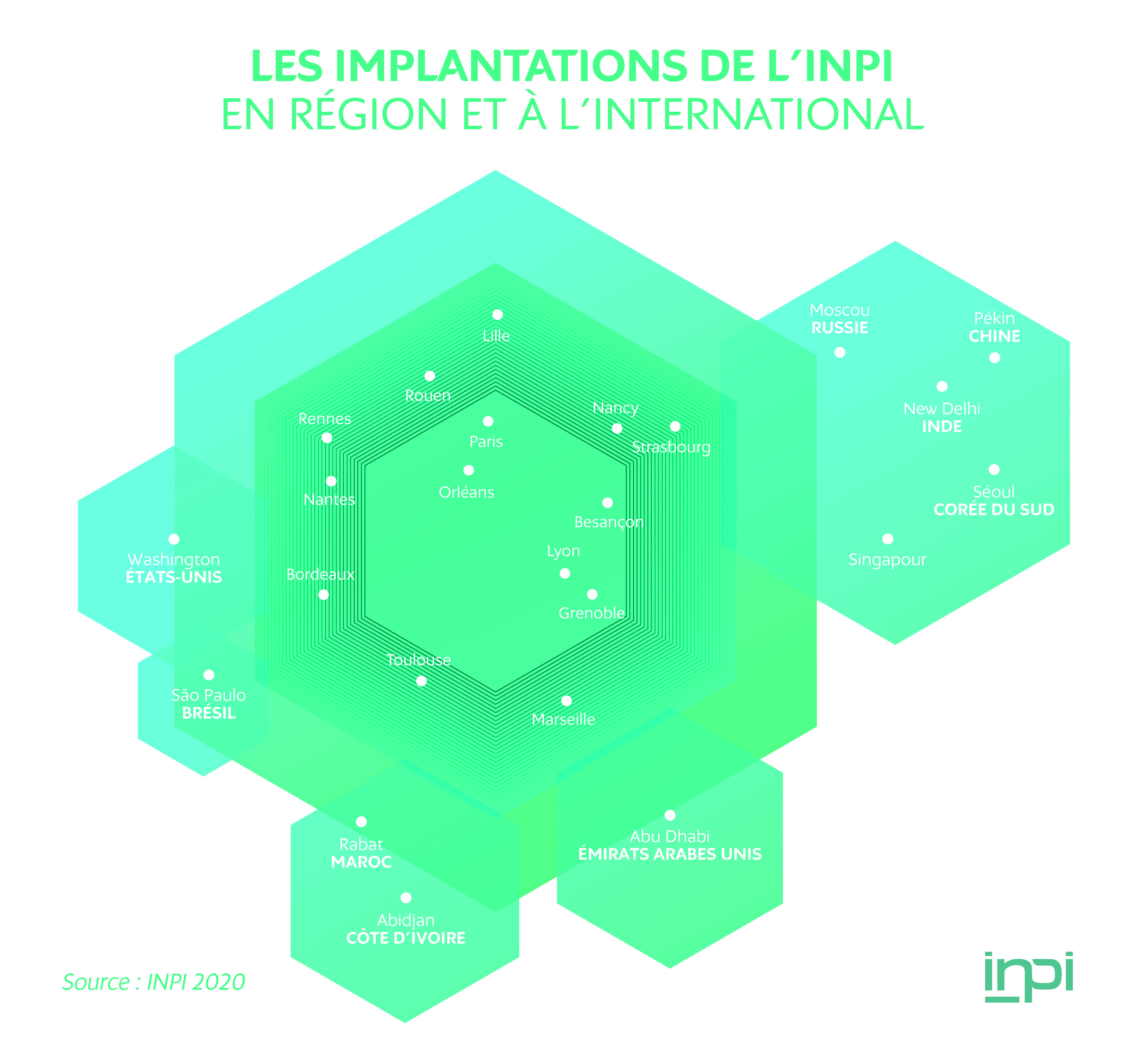
Les implantations de l’INPI en France et ailleurs dans le monde.

L’institut national de la propriété industrielle est basé à Courbevoie dans les Hauts-de-Seine. Il est également présent dans chacune des régions de France, avec quatorze délégations, ainsi que dans dix zones stratégiques à travers le monde, couvrant près de cent pays : Brésil (Sao Paulo), Chine (Pékin), Corée du Sud (Séoul), Côte d’Ivoire (Abidjan), Émirats arabes unis (Abou Dabi), États-Unis (Washington), Inde (New Delhi), Maroc (Rabat), Russie (Moscou) et Singapour[source secondaire nécessaire].

## Ouverture de données
Conformément au décret du 19 août 2014, entré en vigueur le 1er octobre 2014, l'INPI met à la disposition de tous les données relatives aux marques, brevets et dessins et modèles à des fins de réutilisation.
Dans le cadre de la loi dite «Macron» et de la loi pour une République numérique, dont les objectifs sont de favoriser la transparence des informations et l’émergence de services innovants à valeur ajoutée pour l’économie, l’INPI a, en 2017, mis à disposition gratuitement les comptes annuels déposés aux greffes depuis le 1er janvier 2017, puis a ouvert le 18 décembre 2019, le portail DATA INPI,,.
Ce service donne accès gratuitement aux données d'identité légale des sociétés, en provenance de tous les greffes des tribunaux à compétence commerciale et centralisées par l’INPI dans le registre national du commerce et des sociétés (RNCS) : immatriculations, modifications et radiations des sociétés.
Le portail DATA INPI donne également accès aux statuts et actes des entreprises, ainsi qu’aux comptes annuels non confidentiels des entreprises.
En mai 2020, le portail DATA INPI s’est enrichi des données de propriété industrielle des entreprises : brevets, marques, dessins et modèles, enregistrés ou publiés.
Cette dématérialisation globale favorise et simplifie la réutilisation de l’ensemble des données, facilement exploitables.
Pour permettre aux réutilisateurs de faire des requêtes plus fines dans les données en masse, l’INPI met aussi à disposition des API pour les données du RNCS. Les API seront disponibles prochainement pour les données de propriété industrielle.
Le portail DATA INPI en chiffres :
53 millions de données disponibles :
- 5,9 millions d’entreprises actives
- 37 millions de données issues du RNCS
- 9,7 millions de données brevets
- 4,9 millions de données marques
- 1,2 million de données dessins et modèles

## Formation
Fort de son expertise dans le domaine de la propriété intellectuelle, l’INPI déploie, via son Académie, un programme de formation afin d’accompagner les acteurs de l’innovation et les praticiens de la propriété intellectuelle: start-up, PME, grands groupes, professionnels de la Propriété Industrielle, étudiants…
- des stages courts de 1 à 3 jours autour de thématiques telles que : découvrir la propriété intellectuelle, protéger les marques et dessins et modèles en France et à l’étranger, protéger les brevets en France et à l’étranger, rechercher et analyser l’information PI…
- des formations longues certifiantes de 13 à 18 jours telles que le Certificat d'Assistant Marques, Dessins et Modèles (CAM), Certificat d'Assistant Brevets (CAB), Certificat d’Animateur Propriété Intellectuelle (CAPI)
- des formations sur-mesure en propriété intellectuelle ajustées aux besoins des participants

Les formateurs sont des professionnels de la propriété intellectuelle en entreprises, des conseils en propriété industrielle, des avocats, ou des ingénieurs et juristes de l’INPI.
L’Académie Inpi adapte ses modalités de formation de la propriété intellectuelle aux nouveaux usages : formation mixte (blended learning), classes virtuelles, quiz pour l’auto-évaluation, gamification avec des jeux pédagogiques, et prochainement des Moocs…

## Directeurs généraux
- 2004-2010 : Benoît Battistelli
- 2010-2016 : Yves Lapierre
- 2016-2018 : Romain Soubeyran
- Depuis 2018 : Pascal Faure

## Trophées INPI

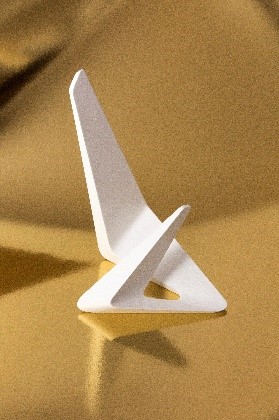
Trophée INPI décerné aux lauréats.

Un Trophée INPI est un titre honorifique qui souligne la capacité d’une entreprise à avoir su gérer ses actifs immatériels (brevets, marques, dessins et modèles…) et obtenir des résultats probants ou prometteurs (chiffre d’affaires, emploi, rentabilité, création de nouveaux produits, ouverture de nouveaux marchés, activité à l’export, valorisation et défense des droits de propriété industrielle…).
Il est attribué par un jury composé de personnalités et d’experts issus du privé et du public, provenant de l’écosystème de l’innovation.